# Берген, Лариса Абрамовна
Лари́са Абра́мовна Бе́рген (22 июля 1949, Акмолинск, Казахская ССР — 7 апреля 2023) — советская волейболистка, игрок сборной СССР (1971—1976). Серебряный призёр Олимпийских игр 1976, обладатель Кубка мира 1973, двукратная чемпионка Европы, пятикратная чемпионка СССР. Связующая. Мастер спорта СССР международного класса (1973).

## Биография
Лариса Берген начала заниматься волейболом в Целинограде (до 1961 — Акмолинск, ныне — Астана). В 1966 году была приглашена в команду АДК (Алма-Ата), за которую выступала до 1971 года. В 1971—1978 годах играла за московское «Динамо», в составе которого 4 раза становилась чемпионкой СССР и также четырежды выигрывала Кубок европейских чемпионов. Кроме этого, в 1976 году в составе сборной СССР выиграла золотые награды союзного первенства.
В 1971—1977 годах выступала за национальную сборную СССР в официальных соревнованиях и в её составе четырежды становилась победителем и призёром крупнейших международных соревнований — серебряным призёром Олимпийских игр 1976, победителем розыгрыша Кубка мира 1973, двукратной чемпионкой Европы.
После окончания игровой карьеры работала тренером, сменила фамилию на Гончаро́ва.
Умерла 7 апреля 2023 года.

## Достижения

### Клубные
- 4-кратная чемпионка СССР — 1972, 1973, 1975, 1977;
  - серебряный (1974) и бронзовый (1978) призёр чемпионатов СССР;
- 4-кратный победитель розыгрышей Кубка европейских чемпионов — 1972, 1974, 1975, 1977;
  - серебряный призёр Кубка европейских чемпионов 1973.

### Со сборными
- серебряный призёр Олимпийских игр 1976;
- победитель розыгрыша Кубка мира 1973;
- двукратная чемпионка Европы — 1971, 1975;
- чемпионка СССР 1976 в составе сборной СССР[1]
- бронзовый призёр Спартакиады народов СССР 1975 в составе сборной Москвы.